# 各地管理色情物品的狀況

各國對於色情的定義：
合法行為
部分合法。但有法律講清楚何時、何處或特定年齡可以做，同時有部分地方明文規定不能做。
違法行為
未知

色情事物在全球各地皆有不同的管理方式，有些國家相對較嚴，有些則規範得相對較鬆。不過有特定場所開設允許做色情行為的國家，多數限制為18足歲及以上。